# Сафо
Сафо̀ (на еолийски диалект Ψάπφω, Псапфо), наричана още „божествената Сафо“, е древногръцка поетеса, ползваща се с голям авторитет през Античността и включвана в списъка на Деветимата лирици на Древна Гърция. Тя е първата жена поетеса в историята на европейските лиратури и една от най-влиятелните фигури от Античността.
Основната част от стиховете на Сафо днес са изчезнали, като са запазени отделни фрагменти и три цели стихотворения. Според древните автори, които са разполагали с произведенията ѝ, темата на много от тях е хомосексуалната любов. От там думата лесбийка (по името на нейния роден остров Лесбос) се е превърнала в нарицателно.
Сафо произлиза от заможно семейство с политическо влияние на Лесбос, но политическите теми не намират голямо отражение в поезията ѝ. Тя е женена за богаташа Керкил от остров Андрос и е известно, че има поне една дъщеря на име Клеида. В началото на 6 век пр.н.е. живее по политически причини в изгнание в Сиракуза. По това време тя вече е толкова известна в гръцкия свят, че при пристигането ѝ в града там е издигната нейна статуя. Завръща се на Лесбос през 581 пр.н.е. и според някои източници доживява до дълбока старост.

## Сафо: мит и легенда
В древността и през средните векове тя е била известна (според легендата) за това, че се е хвърлила от скала заради несподелена любов към моряк на име Фалон. Тази легенда датира от римско време, когато се споменава от Овидий и Лукиан, и със сигурност не е с християнски произход.
Философът Максим от Тир през 3 век пише, че Сафо е била „дребна и мургава“ и че нейните взаимоотношения с приятелките ѝ са били подобни на тези на Сократ:
Какво друго беше любовта на жената от Лесбос, ако не Сократовото изкуство на любовта (стига да е позволено да сравняваме нея, по-древната, с нещо по-ново)? На мен ми се струва, че те са практикували любов всеки по своя начин, тя – тази на жените, той – тази на мъжете. Защото, казват, и двамата обичали мнозина и били запленявани от всичко, което е красиво. Това, което за него били Алкивиад, Хармид и Федър, за жената от Лесбос били Гирина, Атис и Анактория [според други източници името е Анагория].
Голямо ново литературно откритие, Миланският папирус,cds.colleges.org. 367 намерен в обвивката на мумия и публикуван през 2001 г., показва голямото уважение, което поетът Посидип Пелски, известен автор на епиграми (3 век преди Христа), изпитва към „божествените песни“ на Сафо.
Според епиграма в Палатинската антология (9.506), приписвана на Платон:
Клавдий Елиан пише в „Пъстри истории“ (Ποικίλη ιστορία), че Платон наричал Сафо мъдра.
Хораций пише в своите Оди, че лириката на Сафо е достойна за свято възхищение.
Една от поемите на Сафо, „Струва ми се равен на боговете“ (Φαίνεταί μοι κἠνος ἴσος θέοισιν), е известна с това, че е преведена от римския поет от 1 век пр.н.е. Катул в неговата „Ille mi par esse deo videtur“ (Catullus 51).

## Анотирана библиография
- Reading Sappho: Contemporary Approaches. Berkeley: University of California Press, 1996.
- Re-Reading Sappho: Reception and Transmission. Berkeley: University of California Press, 1996.

Два сборника под редакторството на Ellen Greene със статии от съвременни автори в областта на класическата филология, литературната история, културологията, феминистката теория и др. Дават изчерпателна информация за богатството от теми и гледни точки в изследванията върху Сафо от последните десетилетия.
- Margaret Reynolds. The Sappho Companion. New York, 2002

Изследване за начина, по който всяка епоха „конструира“ Сафо според собствените си потребности, за клишетата, съпровождащи разказа за личността ѝ, и за това колко различни и често противоположни неща се асоциират с името ѝ в отделните исторически моменти.
- If Not, Winter: Fragments of Sappho, translated by Anne Carson. New York, 2002.

Съвременен, красив и вдъхновен превод на Сафо от една от най-значимите англоезични поетеси на настоящето.
- Margaret Williamson. Sappho's immortal daughters. Harvard University Press, 1995, ISBN 0-674-78912-1

Внимателно подготвено критическо изследване, което грабва вниманието, макар да не интерпретира почти нито един текст на Сафо. Книгата е исторически материал за социалното и историческо място на Сафо в света на мъже и жени, заедно с отлична дискусия върху изображенията върху вази.

## Една различна гледна точка
Сафо, най-прочутата поетеса на древността, е живяла на о. Лесбос около VII – VI в. пр. Хр. Единственото сигурно сведение за нея е аристократичният ѝ произход, както и фактът, че поради политически размирици на острова е била в изгнание за 10 години в Сицилия. Писала е лирическа поезия, изпълнявана в съпровод на лира, с музика, която сама е създавала. Стиховете ѝ са се носели от уста на уста, била е известна и почитана още приживе, а след смъртта ѝ името ѝ се превръща в легенда.
Приписвани са ѝ всевъзможни биографични факти, както в древността, така и до днес. Сведенията за брака ѝ, самоубийството поради любов към по-млад мъж или прословутата ѝ школа за неомъжени девойки почиват на слухове, анекдоти, театрални пиеси с тема живота ѝ или просто предположения, без да бъдат потвърждавани от никакъв достоверен източник.
Авторитетът ѝ на поетеса през класическата епоха е безспорен – Аристотел я нарежда сред мъдреците, а Платон я нарича „прекрасна“; двата града на о. Лесбос, Ересос и Митилена, спорят за честта да са нейно родно място, секат монети с образа ѝ. През елинизма поезията ѝ е събрана от филолозите на Александрийската библиотека в девет книги, а Сафо е включена в канона на деветимата големи лирически поети. През късната римска епоха обаче текстовете ѝ започват да се преписват и изучават все по-рядко и постепенно се изгубват.
Днес от Сафо са запазени само едно цяло стихотворение, няколко по-големи фрагмента и откъслечни фрази и стихове, цитирани в съчинения на други антични автори. Откритията обаче продължават. Разкопките в египетския град Оксиринх, където поради сухия климат са запазени голям брой папируси от времето на късния елинизъм, обогатяват с немалко текстове библиографията ѝ. Най-скорошната находка е от 2005 г. – стихотворение на Сафо, разчетено върху папирусни късове, намерени случайно в корема на мумия, съхранявана в Кьолнския университет.

## Издания на български
- Сафо, 100+1 фрагмента, превод от старогръцки, уводна статия и бележки Яна Букова, изд. Стигмати, София, 2009